# Гольяновская организованная преступная группировка
Гольяновская организованная преступная группировка — мощная ОПГ, действовавшая в 1989 — 1998 годах в Москве.

## Создание ОПГ
Группировка была создана в конце 1980-х годов бизнесменом Игорем Вугиным и его знакомым Максимом Шенковым. Сначала в ОПГ вошли школьные друзья Шенкова и друзья, с которыми он раньше занимался спортом, впоследствии в группировку вошли и другие люди. Оружие бандиты доставали стихийно, деньги на содержание ОПГ давал Вугин.

## Деятельность ОПГ
Первое время группировка Шенкова занималась в основном охраной Вугина, перевозкой ценностей и разборками с другими ОПГ. Впоследствии «гольяновские» обложили «данью» лоточников на Тверской улице, а позже и других коммерсантов.
Со временем «гольяновские» стали мощной, хорошо вооруженной преступной группировкой. ОПГ входила в состав еще более могущественной Измайловской группировки. «Гольяновские» поддерживали связи с криминальными авторитетами «Савоськой», «Шишканом» и «Сильвестром». Группировка взяла под свой контроль вещевые рынки в Восточном округе, магазины, коммерческие структуры.
В 1992 году лидеры ОПГ установили контакт с  полковником ФСБ Игорем Кушниковым. Он предложил создать на базе ОПГ частное охранное предприятие. Бандиты получали возможность контролировать рынки не только юридически, но и фактически — между ЧОПом и администрацией спорткомплекса «Измайлово», на территории которого располагался один из крупнейших в округе вещевых рынков, был заключен договор об охране. Кроме того, бандиты получили возможность безбоязненно носить оружие, упражняться в стрельбе и изучать боевые искусства.
Кушников принимал самое непосредственное участие в организации и подготовке многих преступлений бандитов. Он снабжал участников ОПГ спецталонами, которые запрещали ГАИ досматривать автомобили, выдавал бандитам удостоверения сотрудников ФСБ и МВД, оснащал спецтехникой, помогал беспрепятственно проходить таможенный контроль в «Шереметьево», когда преступники вывозили на Запад крупные суммы денег. На своем автомобиле Кушников лично доставлял участникам ОПГ оружие (нередко прямо к месту преступления). Кроме того, Кушников обеспечивал группировке прикрытие, а также снабжал бандитов ценной информацией.
С начала 1990-х годов группировка контролировала универсальный спортивно-зрелищный комплекс (УСЗК) «Измайлово», где Шенков вместе со своим родным братом Ильей являлся фактическим хозяином автосалона, ресторана, диско-клуба, зала игровых автоматов, мебельного магазина и других объектов.
К 1996 году набиравшая силу группировка, в которую входили «бригады» из Курской, Тамбовской, Рязанской областей, насчитывала уже около 150 человек. Бандиты контролировали автосалон, сеть мебельных магазинов, казино, рестораны, диско-клубы.
Гольяновская ОПГ отличалась особой жестокостью. С людьми, отказывавшимися платить им «дань», или с теми, кто пытался конфликтовать с их «подопечными», бандиты расправлялись. Например, когда один из коммерсантов — некто Казанджян — из-за аренды вступил в конфликт с фирмой «Сирин», подконтрольной «гольяновским», бандиты расстреляли его, но ему удалось выжить. Предпринимателя Карташова, который обратился в милицию с заявлением о вымогательстве, бандиты изрезали ножами. Это покушение также было неудавшимся. Среди известных преступлений бандитов было и убийство предпринимателя Кочеткова, которого бандиты похитили возле его дома, вывезли на территорию «Лужников» и расстреляли.
В 1997 году у «гольяновских» возник конфликт с преступной группировкой спортсменов, возглавляемой Александром Блеером. Обе ОПГ хотели поставить под свой контроль один из крупнейших в округе вещевых рынков, который находился на территории  Академии физкультуры и спорта. 20 октября 1996 года  «Гольяновскими» был убит приближенный Блеера, проректор по капстроительству Академии физкультуры и спорта Михаил Бодин. После этого убийства студенты факультета вольной борьбы , входившие в ОПГ Блеера, совершили нападения на два десятка торговых точек «гольяновских». В ответ «гольяновские» забили до смерти нескольких участников ОПГ Блеера.
В декабре 1997 года киллеры Гольяновской ОПГ убили начальника территориального объединения Москомзема по Восточному округу Антонину Лукину. От неё, так же как и от Болдина, зависела работа вещевых рынков, которые контролировала группировка.
Бандиты пытались взять под свой контроль ювелирный бизнес. В частности, они вымогали деньги у руководителя фирмы «Алмаз индепендент групп» Каненгисера. Он был вынужден выплатить группировке сразу 6 миллионов долларов.
1 июля 1997 года более 15 участников ОПГ, вооруженные палками, кусками труб, монтировками и ножами, ворвались на территорию рынка «Риком» и начали избивать и резать ножами администраторов рынка Эйнуллаева и Тарасенко. Бандиты попытались их убить за то, что те мешали им вымогать деньги у торговцев на рынке. Эйнуллаева и Тарасенко успели спасти охранники рынка.

## Возможные покровители
Существует версия, что у группировки были высокие покровители. Правоохранительным органам не удавалось эффективно бороться с ОПГ. Обращает на себя внимание то, что уголовные дела, заведенные на участников ОПГ, разваливались, исчезали вещдоки и следственные документы. Бандиты, арестованные с поличным, быстро выходили на свободу.
12 ноября 1993 года в районе Дербеневской набережной сотрудники ГАИ остановили проехавший на красный свет автомобиль «Вольво», за рулем которой был участник группировки Александр Сонис по кличке «Малыш» с удостоверением сотрудника ФСБ. Он попытался дать сотрудникам ГАИ взятку и был доставлен в отделение милиции. При личном досмотре у бандита обнаружили пистолет Макарова и 3 тысячи долларов. Следователь ОВД «Павелецкий» возбудил уголовное дело по статье 218 Уголовного кодекса «Незаконное ношение оружия». Уже через несколько часов бандит был отпущен.
В марте 1994 года сотрудники 1-го отделения милиции ЦАО Москвы задержали участника ОПГ с тем же пистолетом Макарова, с которым годом раньше был задержан Сонис (однако впоследствии это не удалось доказать).
Зимой 1998 года сотрудники милиции задержали автомобиль «Шевроле Тахо», в котором ехали четверо участников ОПГ. Несмотря на то, что в автомобиле было обнаружено оружие, а один из задержанных находился в розыске, все четверо бандитов были отпущены.
Возможным покровителем ОПГ считался тогдашний начальник МУРа генерал Василий Купцов.

## Конец ОПГ
После гибели Сильвестра «гольяновские» потеряли поддержку «ореховских», так как сменивший Тимофеева Буторин симпатизировал заклятому врагу «гольяновских», жителю Одинцово, Дмитрию Белкину, измена союзников закончилась разгромом «гольяновских» «одинцовскими» и начавшимся упадком группировки. Когда «гольяновские» отказались от своих притязаний на Одинцовский район, их продолжили убивать из мести. Кроме того, в конце 1997 года приказом врио министра внутренних дел Маслова, был создан оперативный штаб для расследования убийств и ликвидации гольяновской ОПГ. В него вошли сотрудники МВД, ГУВД, прокуратуры и ФСБ. Эта срочность объяснялась еще и тем, что, по оперативной информации, гольяновская группировка была причастна к покушению на вице-мэра Москвы Валерия Шанцева (впоследствии это доказать не удалось). В апреле 1998 года начались аресты. Первыми были арестованы Максим Шенков и Александр Сонис. Илье Шенкову при задержании удалось бежать, он был объявлен в федеральный розыск. В апреле 1999 года был арестован Кушников. В общей сложности большинство участников группировки было задержано, и Гольяновская ОПГ прекратила своё существование.
Семеро участников ОПГ, в том числе Кушников и Шенков, предстали перед судом. Их обвиняли в бандитизме, убийствах, похищениях людей и вымогательствах. Приговором Московского окружного военного суда Игорь Кушников был признан виновным в злоупотреблении служебными полномочиями и освобожден от ответственности за истечением срока давности, в остальном признан невиновным. Руслан Богачев был оправдан полностью. Александр Сонис получил два с половиной года за хулиганство, при том что уже отсидел в СИЗО более четырех лет. Игорь Ивановский и Дмитрий Мигин получили по четыре года лишения свободы за хулиганство (последний еще в 1998 году был приговорен  к восьми годам за другие преступления, и в результате частичного сложения обоих сроков Мигину дали десять лет). К такому же сроку был приговорен Сергей Бурий, признанный виновным в покушении на убийство и в мелком грабеже. Максим Шенков также был признан виновным в покушении на убийство, в умышленном причинении тяжкого вреда здоровью и в хулиганстве, но производство по его делу было решено приостановить, а самого его  отправить на принудительное лечение. Находившийся в розыске Илья Шенков был обнаружен и задержан только 15 августа 2003 года, уже после того как дело банды фактически развалилось в суде.